# Geisenfeld
Geisenfeld ist eine Stadt im oberbayerischen Landkreis Pfaffenhofen an der Ilm und bildet mit der Gemeinde Ernsgaden die Verwaltungsgemeinschaft Geisenfeld.

## Geographie

### Lage
Geisenfeld liegt im Hopfenland Hallertau, direkt an der Ilm. Die nächste Großstadt ist das etwa 20 km entfernte Ingolstadt.

Weitere Entfernungen:

München: 70 km

Regensburg: 65 km

Nürnberg: 100 km

Augsburg: 70 km

### Nachbargemeinden
Nachbargemeinden Geisenfelds sind Aiglsbach, Ernsgaden, Mainburg, Manching, Reichertshofen, Rohrbach, Vohburg an der Donau, Wolnzach.

### Gemeindegliederung
Die Gemeinde hat 32 Gemeindeteile (in Klammern ist der Siedlungstyp angegeben):
- Ainau (Kirchdorf)
- Brunn (Weiler)
- Eichelberg (Dorf)
- Einberg (Weiler)
- Engelbrechtsmünster (Pfarrdorf)
- Furthof (Einöde)
- Gaden bei Geisenfeld (Dorf)
- Geisenfeld (Hauptort)
- Geisenfeldwinden (Kirchdorf)
- Gießübel (Einöde)
- Holzleiten (Dorf)
- Hornlohe (Weiler)
- Ilmendorf (Kirchdorf)
- Kolmhof (Einöde)
- Moosmühle (Einöde)
- Nötting (Dorf)
- Obereulenthal (Einöde)
- Obermettenbach (Kirchdorf)
- Parleiten (Dorf)
- Ritterswörth (Weiler)
- Rottenegg (Pfarrdorf)
- Schafhof (Einöde)
- Scheuerhof (Einöde)
- Schillwitzhausen (Kirchdorf)
- Schillwitzried (Dorf)
- Untereulenthal (Einöde)
- Untermettenbach (Kirchdorf)
- Unterpindhart (Kirchdorf)
- Wasenstadt (Weiler)
- Wettermühle (Einöde)
- Zell (Dorf)
- Ziegelstadel (Einöde)

## Geschichte

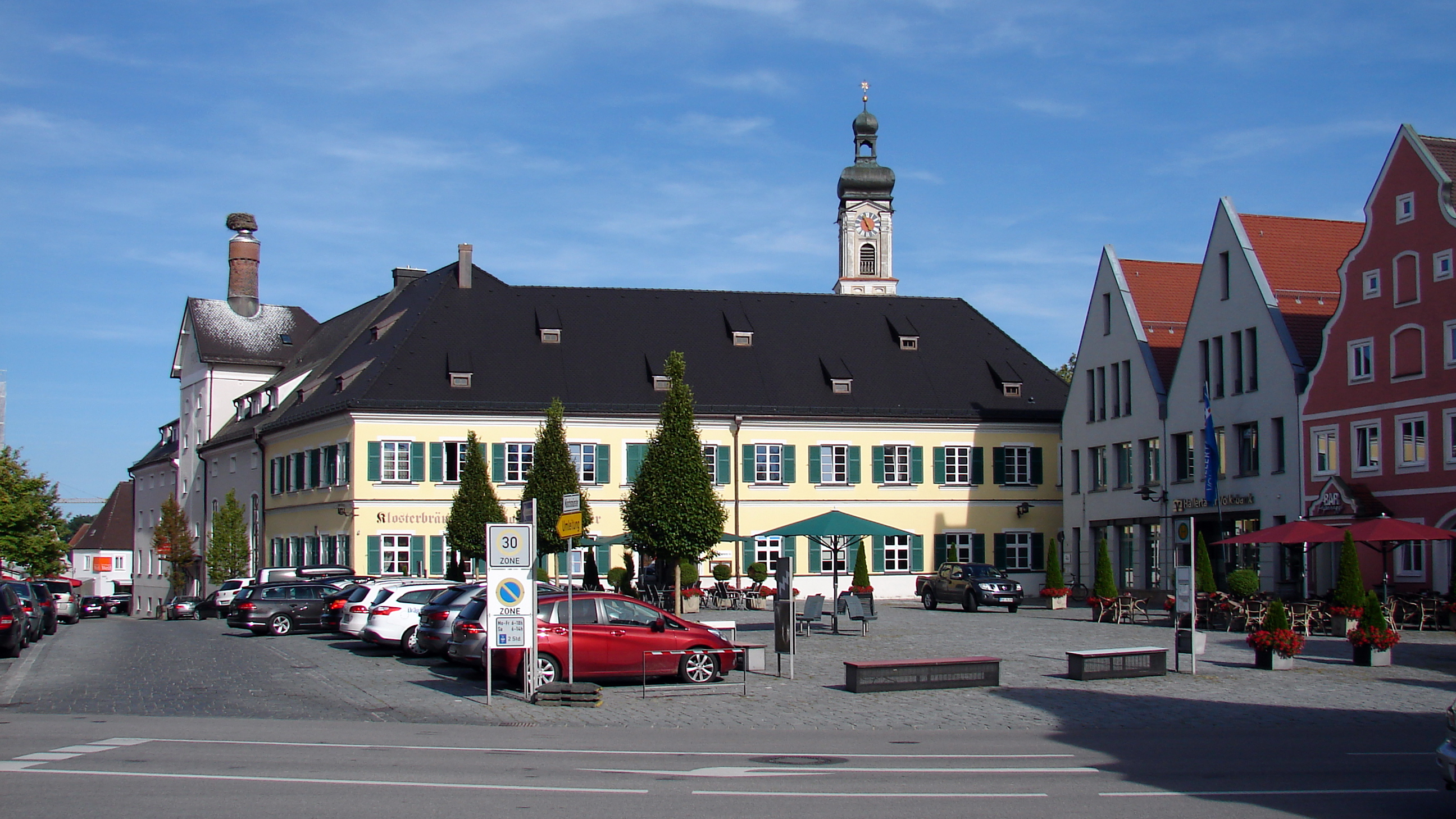
Ensemble am Stadtplatz

Stadtpfarrkirche Mariä Himmelfahrt

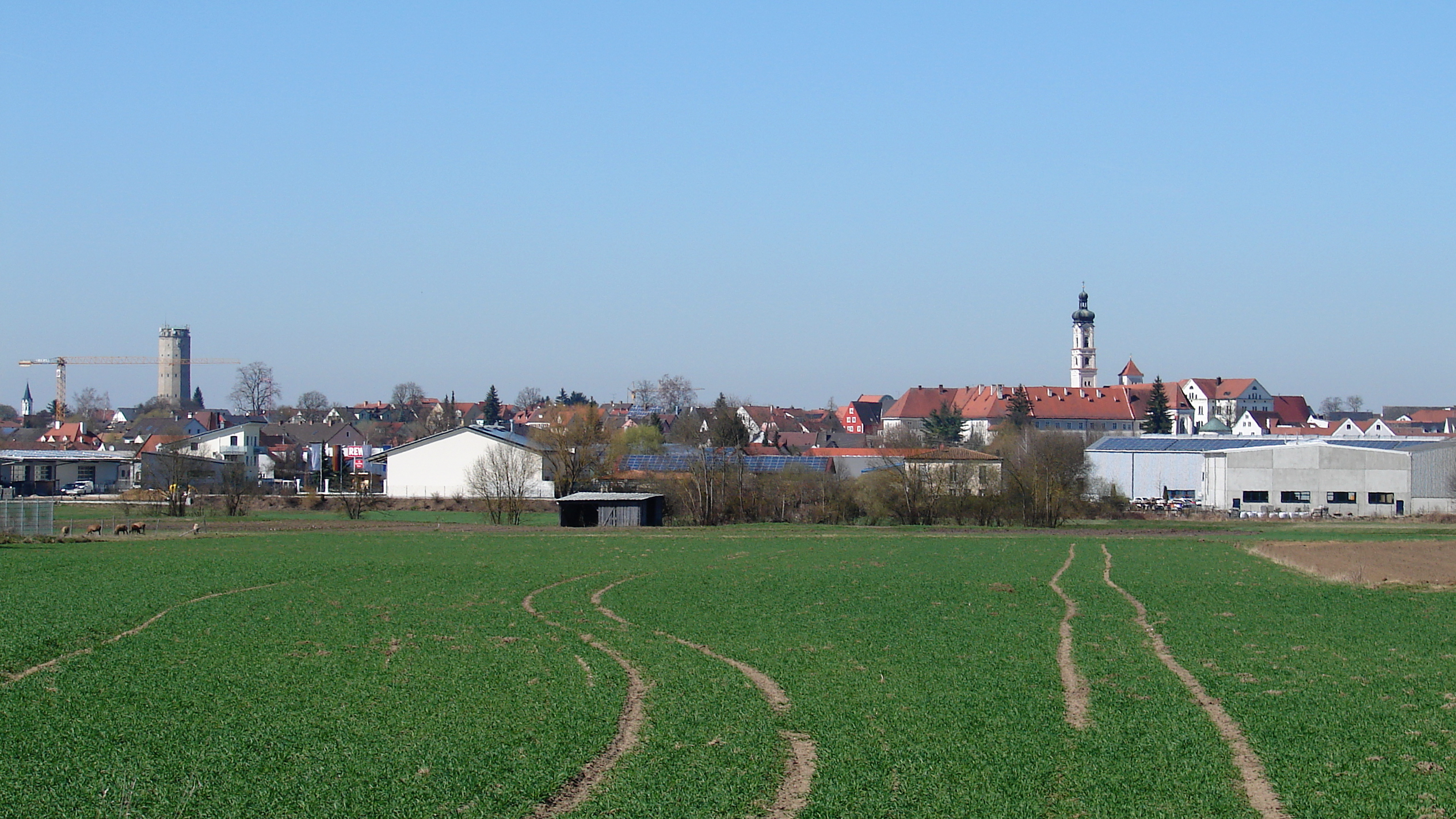
Stadtansicht von Osten

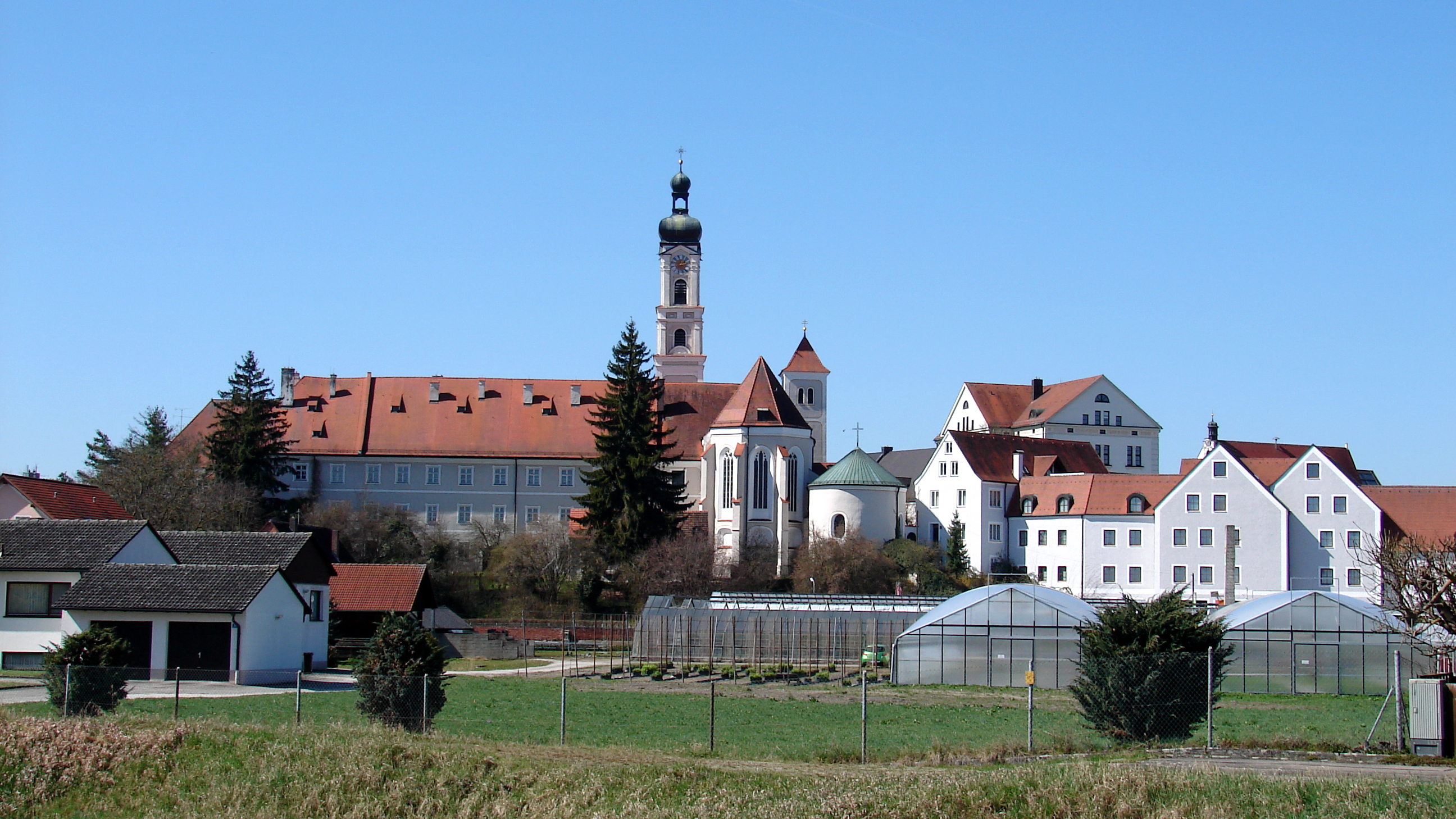
Stadtzentrum mit Pfarrkirche Mariä Himmelfahrt

### Bis zur Gemeindegründung
Zwischen 500 und 700 kam es zur Ortsgründung durch eingewanderte Bajuwaren. Anführer der Sippe, die sich hier niederließ, war ein Mann namens Gisil, von dem die Siedlung ihren Namen erhielt (Gisilfeld, Gisinvelt, Gisenvelt). Graf Eberhard II. von Sempt und Ebersberg gründete 1037 das Benediktinerinnenkloster Geisenfeld. 1230 erfolgte die Errichtung der Ainauer Kirche anstelle der Ainauer Burg. 1281 oder 1310 wird der Ort zur Marktgemeinde erhoben. 1407 bis 1409 erfolgte der Bau einer Ringmauer um Geisenfeld. 1410 begann der Bau der Vituskirche in Geisenfeldwinden. Die Einrichtung einer ständigen Poststation erfolgte 1558, der Bau des Rathauses mit der Justitia-Darstellung von Balthasar Stoll 1626. 1701 bis 1712 wurden die Klostergebäude neu erbaut, 1728 erfolgte der Bau des Südturmes der Klosterkirche. 1789 erhielt Geisenfeld das Wildmeisteramt. 1803 wurde im Zuge der Säkularisation das Kloster aufgelöst, 1804 wurde die Klosterkirche zur Pfarrkirche umgewandelt. 1805 wurde die Ringmauer abgebrochen. 1816 erhielt Geisenfeld eine Gendarmeriestation. Mit dem Gemeindeedikt von 1818 entstand die politische Gemeinde Geisenfeld.

### 19. bis 21. Jahrhundert
Eine erste Straßenbeleuchtung entstand 1839, das Krankenhaus wurde 1842 eröffnet. 1862 wurde ein Landgericht eingerichtet, das für 39 Gemeinden zuständig war. 1879 wurde das Landgericht in Amtsgericht umbenannt.
1874 erschien das „Geisenfelder Wochenblatt“ zum ersten Mal. 1888 gab es das erste Telefon in Geisenfeld. Von 1899 bis 1900 erhielt Geisenfeld elektrisches Licht. 1905 gab es ein erstes Automobil in Geisenfeld, Eigentümer ist der Brauereibesitzer Josef Münch. 1906 wurde die Eisenbahnverbindung Geisenfeld–Wolnzach Bahnhof eröffnet. 1952 erhielt der Ort die Stadtrechte, das Amtsgericht Geisenfeld wird 1972 aufgelöst. Zwischen 1971 und 1978 erfolgten elf Eingemeindungen (siehe unten). 1983 wurde das neue Rathaus eröffnet, 1985 das Krankenhaus zum Seniorenheim umgebaut. 1987 wurde die Bahnlinie eingestellt. 2002 erfolgte die Fertigstellung der Hochwasserfreilegung.

### Entwicklung des Stadtgebiets
Seit dem 23. November 1952 ist Geisenfeld eine Stadt.
Sie gehört zur Planungsregion Ingolstadt und ist im Regionalplan als Grundzentrum eingestuft. Zahlreiche Mittelstandsbetriebe bieten vielen Bewohnern Arbeitsplätze am Ort.

### Eingemeindungen
Im Zuge der Gebietsreform in Bayern wurden am 1. April 1971 folgende Gemeinden eingegliedert: Engelbrechtsmünster, Gaden (mit Wasenstadt und Furthof), Geisenfeldwinden, Parleiten (mit Eichelberg, Holzleiten und Scheuerhof) und Schillwitzried (mit Schillwitzhausen, Schafhof und Gießübel). Am 1. Juli 1971 folgten Nötting, Untermettenbach (mit Obermettenbach und Ziegelstadel) und Unterpindhart (mit Kolmhof, Untereulenthal und Obereulenthal). Rottenegg (mit Hornlohe, Moosmühle und Brunn), Zell (mit Ainau, Ritterswörth, Unterzell und Oberzell) und Ilmendorf (mit Einberg) kamen am 1. Januar 1978 hinzu.

### Einwohnerentwicklung
Zwischen 1988 und 2018 wuchs die Stadt von 7.753 auf 11.363 um 3.610 Einwohner bzw. um 46,6 %.
| - 1811: 00.955 Einwohner - 1885: 02.032 Einwohner - 1900: 01.849 Einwohner - 1916: 01.767 Einwohner - 1919: 02.056 Einwohner - 1925: 02.094 Einwohner - 1939: 02.338 Einwohner - 1945: 03.054 Einwohner - 1949: 03.481 Einwohner - 1960: 02.825 Einwohner - 1961: 02.823 Einwohner - 1966: 03.241 Einwohner | - 1970: 03.154 Einwohner - 1971: 05.308 Einwohner - 1978: 07.124 Einwohner - 1980: 07.124 Einwohner - 1990: 08.021 Einwohner - 1995: 08.817 Einwohner - 2000: 09.280 Einwohner - 2003: 09.602 Einwohner - 2004: 09.634 Einwohner - 2005: 09.645 Einwohner - 2006: 09.707 Einwohner 1 - 2007: 09.795 Einwohner | - 2008: 09.874 Einwohner - 2009: 09.947 Einwohner - 2010: 09.966 Einwohner - 2011: 10.015 Einwohner - 2012: 10.138 Einwohner - 2013: 10.270 Einwohner - 2014: 10.534 Einwohner - 2015: 10.930 Einwohner - 2016: 11.130 Einwohner |

Fußnote
Zum 31. Dezember 2024 zählte die Kernstadt 5714 Einwohner, der mit Zell und Geisenfeldwinden verwobene Siedlungsbereich wies 8800 Einwohner auf.

## Politik

### Stadtrat
Der Geisenfelder Stadtrat besteht aus 24 Stadtratsmitgliedern und dem ersten Bürgermeister. Bei der Stadtratswahl am 15. März 2020 ergab sich folgende Sitzverteilung:

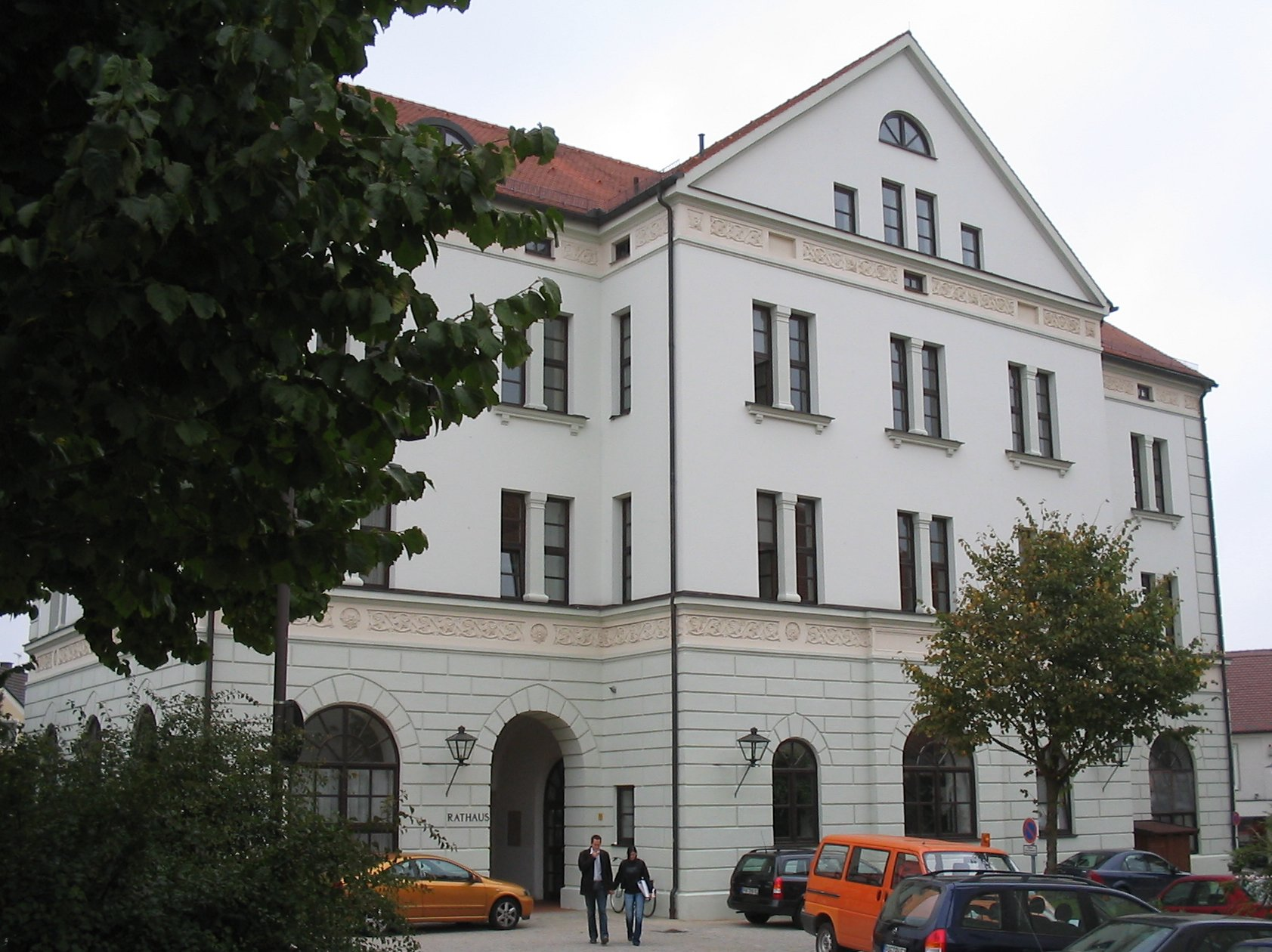
Rathaus

| Partei / Liste                          | Stimmenanteil | Sitze   |
| CSU (Christlich Soziale Union)          | 26,3 %        | 6 Sitze |
| FW (Freie Wähler)                       | 25,4 %        | 6 Sitze |
| USB (Unabhängige Soziale Bürger)        | 24,0 %        | 6 Sitze |
| BLG (Bürgerliste Geisenfeld)0           | 7,5 %         | 2 Sitze |
| ILM (Initiative Lebendiges Miteinander) | 6,6 %         | 2 Sitze |
| AfD (Alternative für Deutschland)       | 5,7 %         | 1 Sitz  |
| CDG (Christliche Demokraten Geisenfeld) | 4,5 %         | 1 Sitz  |

### Bürgermeister
Seit Mai 2020 ist Paul Weber Erster Bürgermeister. Er löste Christian Staudter ab, der das Amt seit 2008 innehatte.

### Wappen
| Wappen von Geisenfeld | Blasonierung: „Im roten Dreiecksschild ein silberner Zickzackbalken.“ |
| Wappen von Geisenfeld | Wappenbegründung: Die Herkunft des Wappens ist bis heute nicht eindeutig geklärt. Vermutet wird, dass es sich vom Wappen des Klosters Geisenfeld ableitet. Die ältesten farbigen Wiedergaben des Wappens stammen aus den Jahren 1565, 1568 und 1590. Sie zeigen den silbernen Zickzack-Balken im roten Feld. Im Jahre 1818 wurden, durch einen Fehler des damaligen Magistrates unter Bürgermeister Anton Stephan, die Farben umgedreht. Seit dieser Zeit hat das offizielle Bürgermeistersiegel den roten Zickzack-Balken. Allerdings wird bei farbigen Wiedergaben des Wappens der silberne Zickzack-Balken auf rotem Feld bevorzugt. |

## Kultur und Sehenswürdigkeiten

### Bildungseinrichtungen
Volksschule, Staatliche Realschule, Förderschule, Volkshochschule, Musikschule, fünf städtische Kindergärten, katholischer Kindergarten, Kinderhort, Kinderkrippe

### Sehenswürdigkeiten

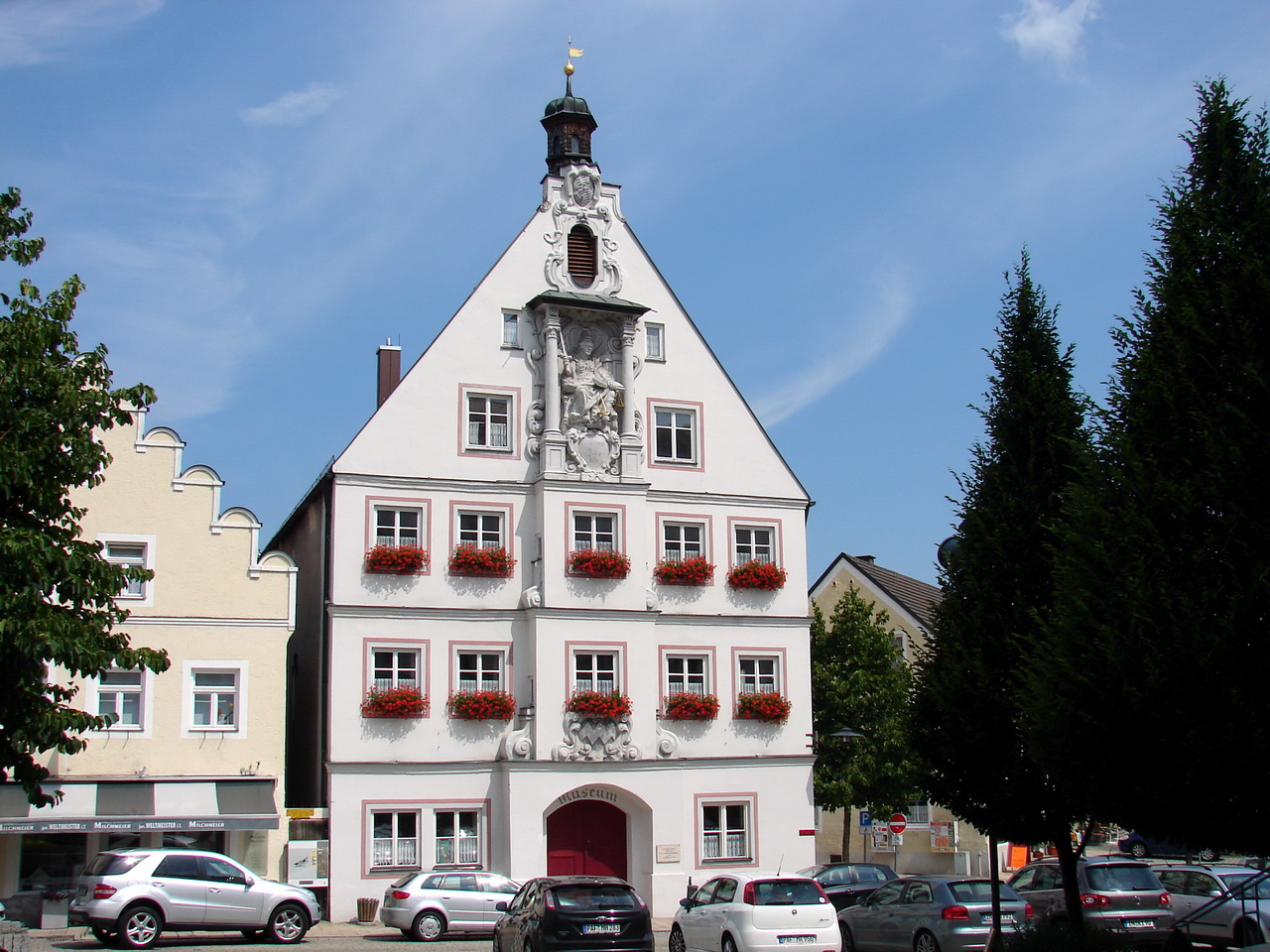
Altes Rathaus

- Ensemble mit dem mächtigen Klostertrakt und der Stadtpfarrkirche
- Benediktinerinnenkloster Geisenfeld in dem nach Umbau das Hallertauer Hopfen- und Heimatmuseum untergebracht werden soll
- Stadtpfarrkirche Mariä Himmelfahrt der Pfarrei St. Emmeran[4] mit ihren beiden Türmen – dem gedrungenen romanischen „Stifterturm“ und dem durch einen um mehrere Stockwerke 1727–1730 überhöhten Aufbau in Renaissancestil mit Zwiebelkuppel. Das Altarbild „Mariä Himmelfahrt“ wurde vom Veroneser Maler Marc Antonio Bassetti 1620 in Rom gemalt. Die Kirche ist umgangssprachlich auch als Hallertauer Dom bekannt.
- Altes Rathaus (erbaut 1626)
- Kirche St. Ulrich in Ainau: Das romanische Portal ist eine der bedeutendsten Sehenswürdigkeiten im Landkreis
- 300 Jahre alte Kirchenlinde im Gemeindeteil Geisenfeldwinden, die allerdings vom Sturm Kyrill teilweise zerstört wurde

### Landschaft
Das Gebiet um Geisenfeld ist, wie weite Teile der Hallertau, sehr hügelig. Der Boden ist teilweise sehr lehmig, was dem Hopfenanbau sehr zugutekommt. Im Norden von Geisenfeld zieht sich ein Gürtel von West (Feilenforst) nach Ost (Dürnbucher Forst) mit starker Bewaldung.

### Musik
Folgende Musikvereine und -gruppen sind in Geisenfeld ansässig:
- Geisenfelder Stadtkapelle
- Sängerverein
- Blechspielzeug
- Kirchenchor der Pfarrei St. Emmeram
- Maggies Moderne
- Geisenfelder Schwarzholzbläser
- Singkreis Exsultate
- Bayerischer Singkreis
- Geisenfeld Highlanders
- Geisenfelder Sängerinnen
- Die Blech-AG
- Geri & the Wagtails

### Naturschutzgebiet
- Nöttinger Viehweide – Badertaferl im Norden Geisenfelds (knapp 150 Hektar im Feilenforst)

### Freizeitmöglichkeiten
- Flusswandern auf der Ilm
- Radtouren rund um Geisenfeld
- Naherholungsgebiet Feilenmoos
- Wandern im Feilenforst
- Spazierengehen in der Nöttinger Heide
- Badeweiher mit Surfmöglichkeiten
- Hallenbad
- Fußball- und Bolzplätze
- Spielplätze
- Bewegungspark
- Sinnesgarten
- Tennisplätze
- Wakeboard- und Wasserskilift
- „Skateplatz“
- Schlittenberg

### Regelmäßige Veranstaltungen
- Schäfflertanz (alle 7 Jahre)
- Bürgerfest
- Weinfest des FC Geisenfeld (immer am dritten Juli-Wochenende)
- 24-Stundenlauf
- Volksfest, immer Mitte September
- Kulturtage im Herbst
- Christkindlmarkt
- Freilicht-Kino
- Ferienpass Geisenfeld
- Ainauer Kunsttage, (immer am zweiten Juli-Wochenende)

### Theater
- Nöttinger Theaterfreunde
- Theaterabteilung des HSV Rottenegg

### Sport
- MSC Geisenfeld (Modellflug-Verein)
- TV Geisenfeld
- Tri Team Geisenfeld
- FC Geisenfeld (Fußballverein)
- TC Geisenfeld (Tennisverein)
- Surfclub Geisenfeld
- SpVgg Engelbrechtsmünster (Fußballverein)
- FC Unterpindhart (Fußballverein mit einer Abteilung für Jogging und Nordic Walking)
- HSV Rottenegg (Fußballverein mit einer Theaterabteilung)
- Geisenfelder Faschingsgesellschaft
- Kgl. priv. Feuerschützengesellschaft Klosterjäger Geisenfeld (Schützenverein)
- Pferdefreunde Geisenfeld (Reiten)
- Taekwon-Do Zentrum Geisenfeld

### Soziales
- BRK Bereitschaft Geisenfeld
- BRK Wasserwacht Geisenfeld
- BRK Sozialstation Geisenfeld
- Bürgerring e. V. Geisenfeld
- Kolpingsfamilie Geisenfeld
- Nachbarschaftshilfe der Caritas Geisenfeld

## Wirtschaft und Infrastruktur

### Ansässige Unternehmen
(Auswahl)
- König Tabakwarenhandel
- Wolf Anlagentechnik
- Schnittpunkt Laserschneidtechnik

### Verkehr
Durch Geisenfeld verläuft die Bundesstraße 300. Über sie ist die BAB 9 (Anschlussstelle Langenbruck) erreichbar. Außerdem liegt die Anschlussstelle Mainburg der BAB 93 ebenfalls in der Nähe.
Die nächsten Bahnhöfe befinden sich im Süden in Rohrbach an der Bahnstrecke München–Treuchtlingen und im Norden in Ernsgaden an der Donautalbahn. Ab Geisenfeld verkehren mehrmals täglich Regionalbusse der Ingolstädter Verkehrsgesellschaft (INVG) über Manching nach Ingolstadt. Darüber hinaus bestehen wochentags einzelne hauptsächlich auf den Schülerverkehr zugeschnittene Busverbindungen zum Bahnhof Rohrbach (Ilm), nach Pfaffenhofen, Vohburg und Münchsmünster. Die zentralen Haltestellen befinden sich am Stadtplatz bzw. der Maximilianstraße, der „Zentrale Omnibusbahnhof“ (ZOB) liegt dagegen am nördlichen Stadtrand.
Geisenfeld war über die 1906 eröffnete Bahnstrecke Wolnzach–Geisenfeld direkt an das Eisenbahnnetz angeschlossen, der Personenverkehr wurde aber bereits im Dezember 1953 durch eine Bahnbuslinie ersetzt. Güterzüge verkehrten bis 1987, im März 1988 wurde die Schienenanbindung formal stillgelegt und anschließend abgebaut.

## Persönlichkeiten

### Söhne und Töchter der Stadt
- Heimeran Pongratz, 1589 erster Braumeister des Hofbräuhaus München[16]
- Herenäus Haid (1784–1873), Theologe, Autor und Übersetzer
- Adalbert Johann Polsterer (1798–1839), österreichischer Historiker, Journalist und Schriftsteller
- Gregor Strasser (1892–1934), nationalsozialistischer Politiker, Verleger und Teilnehmer am Hitler-Ludendorff-Putsch
- Wolfgang Hauck (* 1964), deutscher Multimediakünstler, Theaterleiter und Ausstellungsmacher
- Markus Anton (* 1976), deutscher Schauspieler und Dichter

### Bemerkenswerte Personen
- Richard Adolf Strigl (1926–1985), katholischer Theologe
- Andreas Martin Hofmeir (* 1978), Musiker, Kabarettist und Hochschullehrer